# Dischidesia mokanshana
Dischidesia mokanshana là một loài bướm đêm trong họ Geometridae.